# マオリ党
マオリ党は、ニュージーランドの政党。ニュージーランド先住民であるマオリの意思を受け継ぎ、マオリが古くから定住していた土地の所有権を主張している。2023年の総選挙では4議席を獲得している。

## 党の理念
マオリが定住していた土地の所有権を主張したり、ニュージーランドの国名をマオリ語読みに変えようとする署名活動などを行っている。

## 歴史
2003年6月、ニュージーランド南島北部の海岸領海内の海底に対して、マオリの土地の所有権を認めるものともとれる判決が下された。これを受け、政府は2004年11月、公共財産である海岸を国民に自由に利用させるため前浜および海岸法を制定した。この政策に反対するためマオリ党が作られた。